# Apollo 18 (film)
Apollo 18 – amerykańsko-kanadyjski film fabularny z gatunku science-fiction i horror nakręcony w konwencji found footage.

## Fabuła
Film składa się z kompilacji rzekomo odnalezionych taśm z nagraniami z misji Apollo 18 i wyjaśnia dlaczego NASA zakończyła program Apollo.
W grudniu 1974 Departament Obrony Stanów Zjednoczonych wysyła na Księżyc z tajną misją załogę złożoną z astronautów: komandora Nathana Walkera, podpułkownika Johna Greya i kapitana Bena Andersona. Gray pozostaje na księżycowej orbicie w module Freedom, a na Księżycu w module Liberty lądują Walker i Anderson. Na miejscu znajdują oni radziecki lądownik księżycowy i martwego kosmonautę. Informują o tym Houston, ale dostają rozkaz kontynuowania misji. Gdy następnego dnia próbują wystartować, ich lądownik zostaje uszkodzony w trakcie nagłego wstrząsu. Walker z przerażeniem stwierdza, że w jego skafandrze jest pająk, po czym traci przytomność. Gdy Anderson go znajduje, odkrywa ranę w jego klatce piersiowej, a w niej coś, co wygląda jak kawałek księżycowej skały. Walker nic nie pamięta, jednak zaczyna wykazywać objawy choroby psychicznej, a kontrola misji podejrzewając, że Anderson również jest zarażony, odmawia im ewakuacji. Astronauci zdają sobie sprawę, że jedyną ich szansą powrotu na Ziemię jest sowiecki lądownik.

## Obsada
- Warren Christie jako Ben Anderson
- Lloyd Owen jako Nathan Walker
- Ryan Robbins jako John Grey
- Michael Kopsa jako zastępca sekretarza obrony
- Andrew Airlie jako kontroler misji (głos)
- Kurt Max Runte jako technik laboratoryjny
- Jan Bos jako technik laboratoryjny (głos)
- Ali Liebert jako dziewczyna Nathana
- Erica Carroll jako narzeczona Johna
- Kim Wylie jako Laura Anderson
- Noah Wylie jako Ryan Anderson
- Thomas Greenwood jako Ryan Anderson (głos)

## Twórcy
Film wyprodukował Timur Biekmambietow, na podstawie scenariusza Briana Millera wyreżyserował Gonzalo López-Gallego, muzykę skomponował Harry Cohen, a za kamerą stanął José David Montero.

## Odbiór

### Box office
Przy budżecie 5 milionów dolarów film zarobił ponad 25 milionów.

### Krytyka
W serwisie Rotten Tomatoes krytycy przyznali wynik 24% ze średnią ocen 3,8/10. Na portalu Metacritic film dostał od krytyków 24 punkty na 100.

### Nagrody
W 2012 film otrzymał nagrodę Golden Trailer Awards w kategorii Golden Fleece i był nominowany w kategorii Best International Poster, ponadto był nominowany do Guild of Music Supervisors Awards w kategorii Best Music Supervision for Trailers.